# Gerald Melzer
Gerald Melzer (Vienna, 13 luglio 1990) è un tennista austriaco.
Attivo in prevalenza nei circuiti minori, ha vinto diversi titoli in singolare e in doppio sia nel circuito dei Futures che in quello Challenger. Ha fatto il suo esordio nella squadra austriaca di Coppa Davis nell'aprile 2014. Il suo miglior ranking ATP in singolare è stato il 68º nel novembre 2016.

## Biografia
Ha iniziato a giocare a tennis a 8 anni, invogliato dal fratello maggiore Jürgen, che avrebbe raggiunto l'8ª posizione del ranking mondiale nel 2011 ed è stato il suo idolo. Un infortunio alla caviglia l'ha tenuto lontano dal circuito per circa 27 mesi tra il 2018 e il 2021.

## Carriera

### 2008-2012, inizi da professionista e primi titoli
Nel gennaio 2008 fa il suo esordio tra i professionisti con una sconfitta nel torneo di doppio del Futures Austria F3. In maggio gioca il suo primo Challenger in doppio a Dresda, e in coppia con fratello Jürgen viene di nuovo sconfitto al primo turno. In giugno fa il suo esordio in singolare all'Austria F4, vince l'incontro di primo turno ed esce dal torneo al turno successivo. Il 28 luglio 2008 vince il suo primo titolo da professionista al torneo di doppio del Challenger di Graz, dove in coppia con il fratello Jürgen batte in finale in tre set i francesi Julien Jeanpierre / Nicolas Renavand. Sempre a Graz supera le qualificazioni in singolare e vince anche l'incontro di primo turno. A fine mese perde la finale in doppio all'Austria F7.
Dopo aver perso un'altra finale in doppio, nel luglio 2009 vince il primo titolo Futures al torneo Austria F5 in coppia con Philipp Oswald. Continua a conseguire discreti risultati in doppio e il primo risultato di rilievo in singolare risale al luglio 2010, quando supera le qualificazioni a Umago, accedendo così per la prima volta al tabellone principale di un torneo del circuito maggiore, e viene eliminato al primo turno da Jan Hájek. Il 12 settembre successivo ottiene il primo titolo in singolare al Futures Burundi F1, con la vittoria in finale in due parziali sul belga Bart Govaerts. Nell'agosto 2011 disputa la sua prima semifinale in singolare in un Challenger a Samarcanda. Si aggiudica nel frattempo altri tornei Futures in doppio e in singolare e nel luglio 2012 torna a vincere un Challenger in doppio al Tampere Open assieme al connazionale Michael Linzer.

### 2013-2014, primo titolo Challenger in singolare, top 200 e esordio in Coppa Davis
Nell'aprile 2013 supera le qualificazioni in singolare all'ATP di Houston e viene di nuovo eliminato al primo turno. La settimana dopo sconfigge per la prima volta un top 100 al secondo turno del Challenger di Panama, il nº 98 ATP Federico Delbonis, e viene eliminato in semifinale. In luglio vince il primo incontro a livello ATP nel torneo di doppio a Kitzbühel. In settembre perde la finale in singolare al Brașov Challenger e il giorno dopo fa il suo ingresso nella top 200 del ranking. In questo periodo abbandona i tornei del circuito ITF. Il 22 febbraio 2014 vince il torneo di doppio al Morelos Open di Cuernavaca e il giorno dopo conquista il suo primo titolo Challenger in singolare sconfiggendo per 6-1, 6-4 in finale Víctor Estrella Burgos. Con questi successi porta il suo best ranking in singolare al 150º posto e al 199º in doppio. Il 6 aprile fa il suo esordio nella squadra austriaca di Coppa Davis in occasione della sfida persa 4-1 contro la Slovacchia, gioca l'ultimo singolare a risultato già acquisito dagli Slovacchi e perde al terzo set contro Lukáš Lacko.

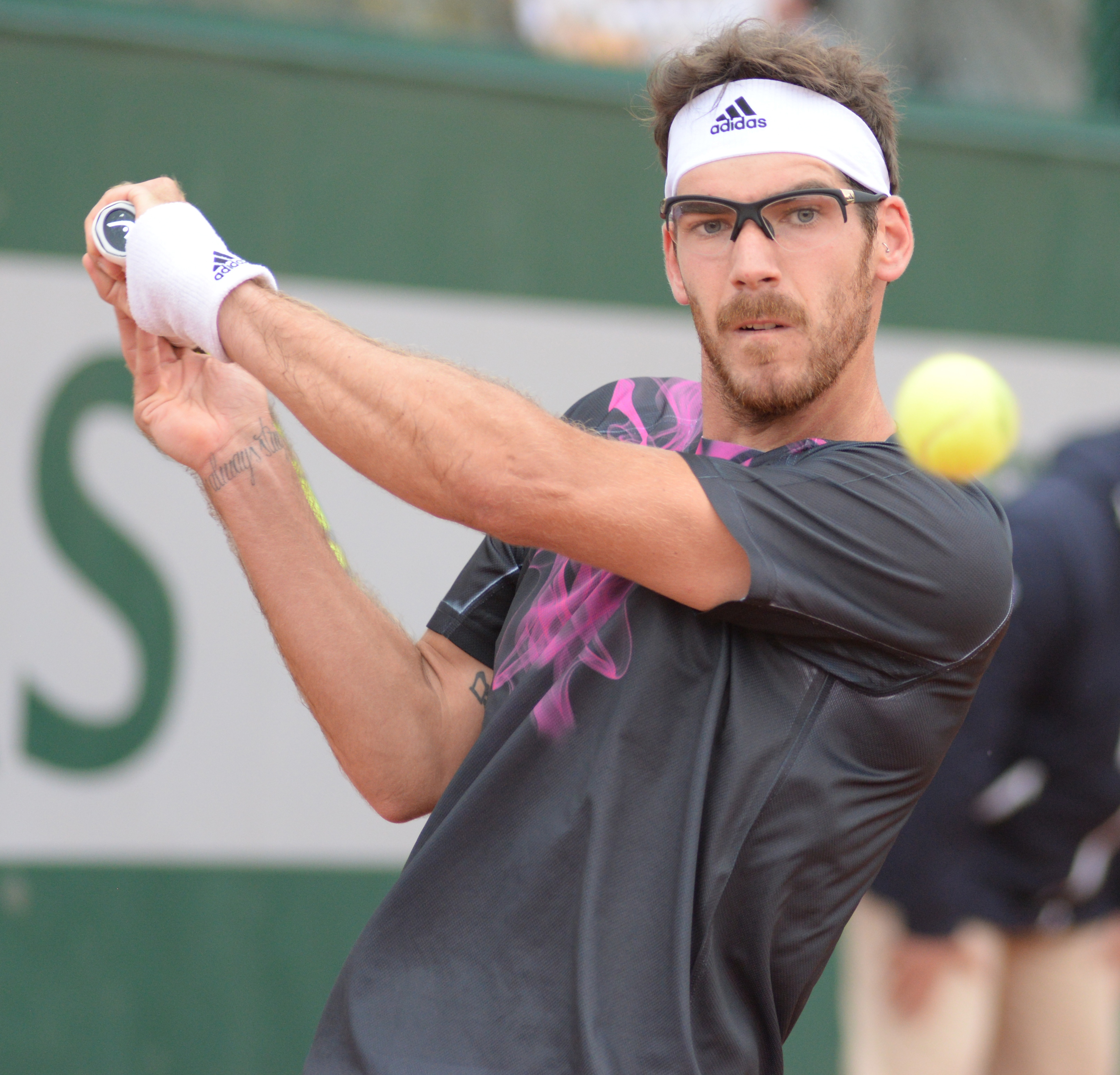
Melzer nel maggio 2015

### 2015, prima semifinale ATP
Vince il primo incontro ATP in singolare nel febbraio 2015, quando a Quito sconfigge il connazionale Andreas Haider-Maurer con il punteggio di 1-6, 7-6, 7-6. Il successivo 8 marzo diventa protagonista nella sfida di Coppa Davis giocata a Örebro contro la Svezia, vince il match decisivo contro Christian Lindell – al quale concede 5 soli giochi – e regala la qualificazione all'Austria. In maggio disputa la sua prima semifinale nel circuito maggiore all'ATP 250 di Monaco di Baviera e viene battuto da Philipp Kohlschreiber con il punteggio di 2-6 6-1 6-4. Nel prosieguo della stagione non ottiene risultati di rilievo.

### 2016, esordio nel Grande Slam, 4 titoli Challenger e 68º nel ranking
I migliori risultati della carriera arrivano nel 2016, nella prima parte della stagione vince nel giro di sei settimane i Challenger di Mendoza, Bucaramanga e Cuernavaca, sconfiggendo nelle rispettive finali il francese Axel Michon, Paolo Lorenzi e Alejandro González. A maggio si qualifica per la prima volta al tabellone principale di una prova del Grande Slam al Roland Garros e viene eliminato al primo turno. In luglio torna a disputare una semifinale ATP a Kitzbühel, e cede a Paolo Lorenzi al termine di due tie-break. In virtù della semifinale austriaca, il 25 luglio 2016 Melzer entra per la prima volta nella top 100, in 90ª posizione. Nel finale di stagione ottiene altri buoni risultati nei Challenger, in ottobre si aggiudica il titolo in quello di Mohammedia con la vittoria in finale su Stefanos Tsitsipas per 3-6, 6-3, 6-2 e il 21 novembre sale al 68º posto mondiale, nuovo best ranking. Il miglior risultato in doppio sono i quarti di finale raggiunti in ottobre all'ATP di Mosca.

### 2017, due titoli Challenger in singolare e uno in doppio
In gennaio entra nel tabellone dell'Australian Open per diritto di classifica e perde al primo turno contro Alex de Minaur al quinto set. A febbraio esce dal torneo ATP di Buenos Aires nei quarti di finale, sconfitto da Alexandr Dolgopolov. In luglio perde la finale in singolare all'ATP Challenger Cortina contro Roberto Carballés Baena e si aggiudica quella in doppio assieme a Guido Andreozzi. La settimana dopo viene eliminato nei quarti di finale a Kitzbühel da João Sousa, non difende i punti guadagnati con la semifinale dell'edizione precedente e scende al 166º posto del ranking. Torna nella top 100 con buone prestazioni nei Challenger, in particolare vincendone due consecutivi in autunno a Lima e a Guayaquil.

### 2018-2020, infortunio e lunghe convalescenze

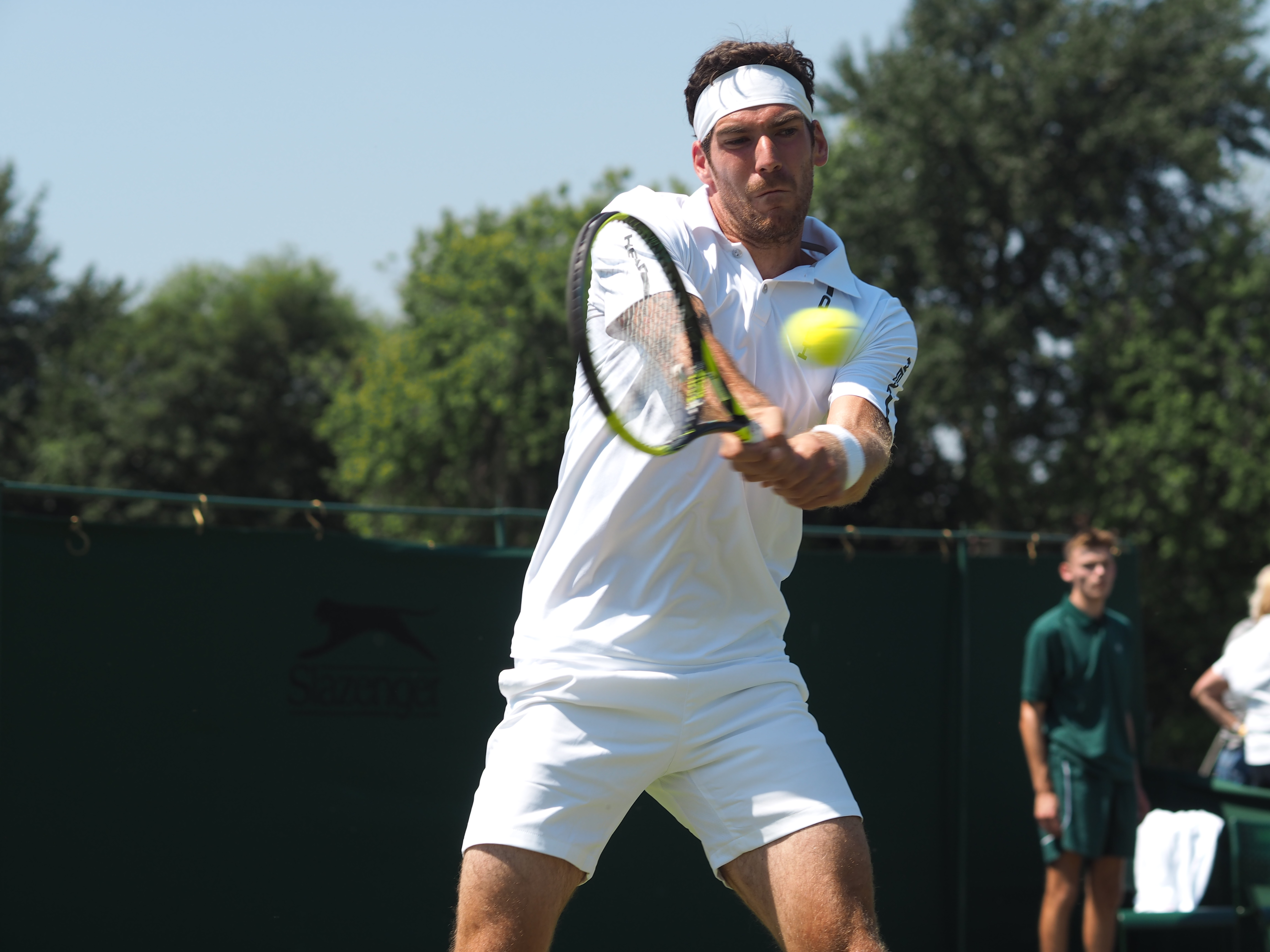
Alle qualificazioni del torneo di Wimbledon 2018, poco prima dell'infortunio alla caviglia

L'unico risultato di rilievo nella prima parte del 2018 sono i quarti di finale raggiunti all'ATP di Quito, dove elimina i top 100 Marco Cecchinato e Víctor Estrella Burgos prima della sconfitta subita contro Albert Ramos Viñolas. Vince un altro incontro nel circuito maggiore in luglio a Båstad; in questo periodo si rompe un legamento della caviglia ma continua a giocare con una protezione. Non ottiene risultati nei Challenger e inizia a scendere nel ranking, disputa l'ultimo incontro della stagione in ottobre e il problema alla caviglia lo tiene lontano dal circuito fino a maggio 2019. Al rientro si trova alla 286ª posizione del ranking, la più bassa dall'aprile 2013. Il rientro si rivela prematuro, supera un turno allo Shymkent Challenger, viene eliminato al primo turno di qualificazione al Roland Garros e il problema alla caviglia si ripresenta in modo grave, la convalescenza questa volta sarà di quasi due anni.

### 2021-2024, rientro, risalita e crollo nel ranking
Rientra nel maggio del 2021 e disputa solo un incontro in un torneo ITF. Riprende in luglio dalla posizione nº 1313 del ranking di singolare e comincia a giocare nei Challenger, ad agosto si spinge fino ai quarti di finale a Liberec e in settembre esce nei quarti anche ad Ambato. A inizio ottobre conquista un titolo Challenger dopo quasi quattro anni nel torneo di doppio a Lima, dove in coppia con il tedesco Julian Lenz supera in finale Nicolás Barrientos / Fernando Romboli. In singolare viene eliminato in semifinale da Camilo Ugo Carabelli. A fine mese torna a vincere un Challenger anche in singolare a Bogotá, battendo in finale Facundo Mena nel tiebreak del set decisivo, risultato che lo riporta nella top 300 del ranking. A novembre torna a giocare in Coppa Davis, perde contro Dušan Lajović l'unico incontro disputato e l'Austria chiude all'ultimo posto del girone.
Inizia il 2022 a marzo inoltrato e il primo risultato di rilievo è la finale raggiunta a luglio al Challenger di Bogotà, persa contro Ficovich, e tre settimane dopo si porta alla 181ª posizione del ranking, la migliore dall'ottobre 2018. Gli scarsi risultati nel prosieguo della stagione e nei primi mesi della successiva lo fanno crollare nel ranking. Nel 2023 il miglior risultato sono i quarti di finale raggiunti in un Challenger colombiano, a luglio esce dalla top 600 e deve riprendere a giocare nei tornei ITF. Rientra nella top 500 raggiungendo i quarti in un torneo Challenger austriaco nel maggio 2024. Riprende poi a scendere nel ranking e rimane inattivo dopo l'ultimo torneo Challenger giocato nel settembre 2024.

## Statistiche
Aggiornate al 24 luglio 2023.

### Tornei minori

#### Singolare

##### Vittorie (19)
| Legenda tornei minori |
| Challenger (8)        |
| Futures (11)          |

| N. | Data             | Torneo                                    | Superficie  | Avversario in finale   | Punteggio        |
| 1. | 23 febbraio 2014 | Morelos Open (1), Cuernavaca              | Cemento     | Víctor Estrella Burgos | 6-1, 6-4         |
| 2. | 10 gennaio 2016  | Torneo de Mendoza, Mendoza                | Terra rossa | Axel Michon            | 4-6, 6-4, 6-0    |
| 3. | 31 gennaio 2016  | Open Bucaramanga, Bucaramanga             | Terra rossa | Paolo Lorenzi          | 6-3, 6-1         |
| 4. | 20 febbraio 2016 | Morelos Open (2), Cuernavaca              | Cemento     | Alejandro González     | 7–6(4), 6-3      |
| 5. | 8 ottobre 2016   | Mohammedia Open, Mohammedia               | Terra rossa | Stefanos Tsitsipas     | 3–6, 6–3, 6–2    |
| 6. | 29 ottobre 2017  | Lima Challenger, Lima                     | Terra rossa | Jozef Kovalík          | 7–5, 7–6(4)      |
| 7. | 4 novembre 2017  | Challenger Ciudad de Guayaquil, Guayaquil | Terra rossa | Facundo Bagnis         | 6–3, 6–1         |
| 8. | 24 ottobre 2021  | Open Bogotá, Bogotà                       | Terra rossa | Facundo Mena           | 6–2, 3–6, 7–6(5) |

#### Doppio

##### Vittorie (17)
| Legenda tornei minori |
| Challenger (5)        |
| Futures (12)          |

| N. | Data             | Torneo                                    | Superficie  | Compagno        | Avversari in finale                                 | Punteggio         |
| 1. | 28 luglio 2008   | S Tennis Masters Challenger, Graz         | Terra rossa | Jürgen Melzer   | Julien Jeanpierre Nicolas Renavand                  | 1-6, 7–6(8), 10-4 |
| 2. | 29 luglio 2012   | Tampere Open, Tampere                     | Terra rossa | Michael Linzer  | Niels Desein André Ghem                             | 6-1, 7–6(3)       |
| 3. | 22 febbraio 2014 | Morelos Open, Cuernavaca                  | Cemento     | Andrej Martin   | Alejandro Moreno Figueroa Miguel Ángel Reyes Varela | 6-2, 6-4          |
| 4. | 29 luglio 2017   | ATP Challenger Cortina, Cortina d'Ampezzo | Terra rossa | Guido Andreozzi | Steven de Waard Ben McLachlan                       | 6–2, 7–6(4)       |
| 5. | 2 ottobre 2021   | Lima Challenger, Lima                     | Terra rossa | Julian Lenz     | Nicolás Barrientos Fernando Romboli                 | 7–6(4), 7–6(3)    |